# Ропша
Ропша (на руски: Ропша) е посьолок и усадба в Ленинградска област, Северозападна Русия.
Разположено е на 20 km южно от гр. Петерхоф и на 49 km югозападно от Санкт Петербург. Население 750 души.
В селището е разположен дворец от 18 век, принадлежал на императорското семейство, който е обявен за обект на световното наследство на ЮНЕСКО.
В пиянско сбиване (в пьянской драке), предизвикано от съпругата му Екатерина II и нейните фаворити братя Орлови, в имението Ропша на 7 (18) юли 1762 г. е убит император Петър III (1728-1762).